# La Sentinelle (Nord)
Pour les articles homonymes, voir La Sentinelle.
La Sentinelle est une commune française, située dans le département du Nord en région Hauts-de-France.

## Géographie

### Localisation
| Aubry-du-Hainaut | Petite-Forêt      |              |
| Hérin            | La Sentinelle     | Valenciennes |
| Prouvy           | Trith-Saint-Léger |              |

### Hydrographie
La commune est située dans le bassin Artois-Picardie. Elle n'est drainée par aucun cours d'eau,.

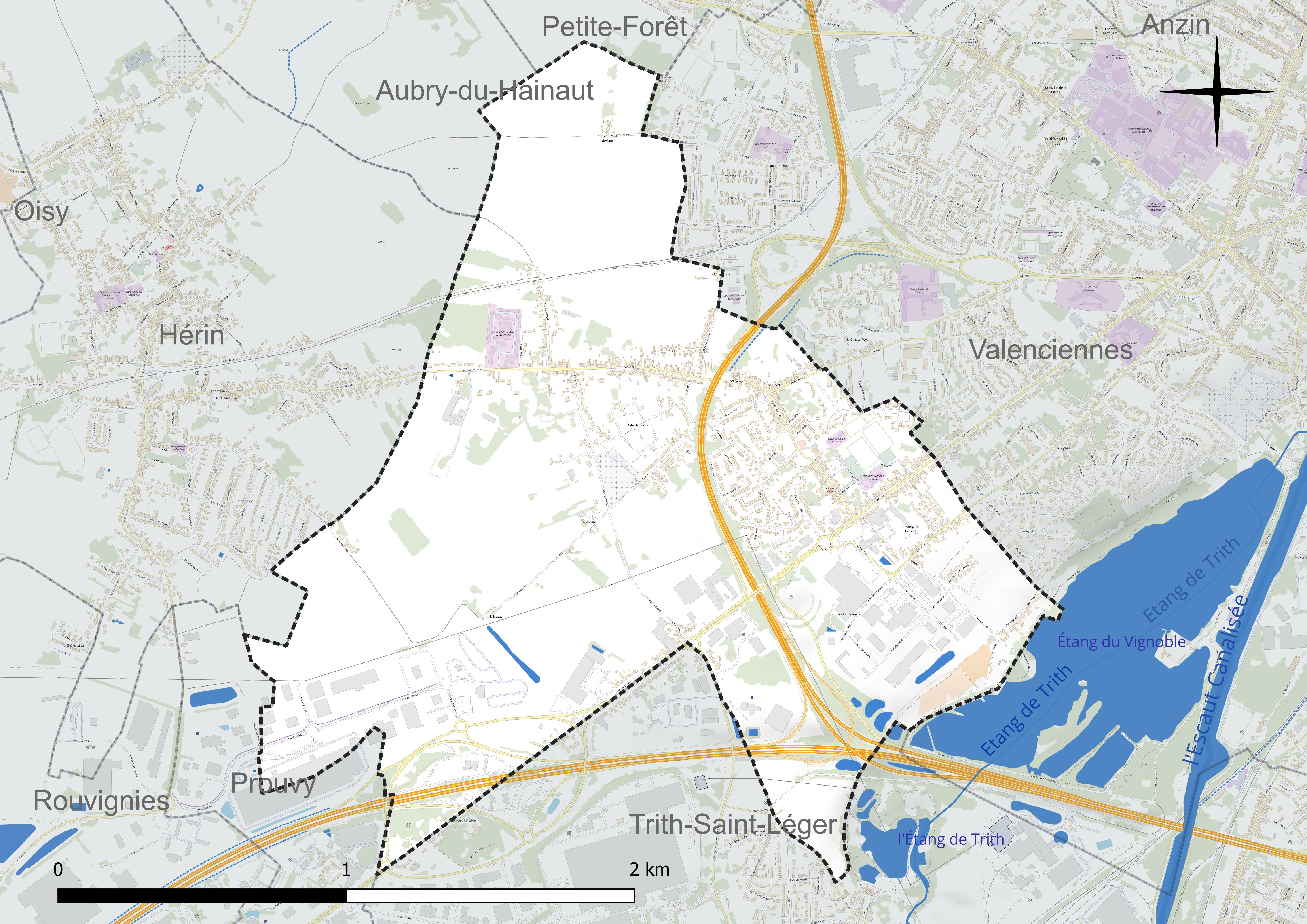
Réseau hydrographique de la La Sentinelle.

Un plan d'eau complète le réseau hydrographique : l'étang du Vignoble, d'une superficie totale de 55,1 ha (0 ha sur la commune),.

### Climat
Pour des articles plus généraux, voir Climat des Hauts-de-France et Climat du Nord.
En 2010, le climat de la commune est de type climat océanique dégradé des plaines du Centre et du Nord, selon une étude du CNRS s'appuyant sur une série de données couvrant la période 1971-2000. En 2020, Météo-France publie une typologie des climats de la France métropolitaine dans laquelle la commune est exposée à un climat océanique altéré et est dans la région climatique  Nord-est du bassin Parisien, caractérisée par un ensoleillement médiocre, une pluviométrie moyenne régulièrement répartie au cours de l'année et un hiver froid (3 °C). 
Pour la période 1971-2000, la température annuelle moyenne est de 10,5 °C, avec une amplitude thermique annuelle de 14,8 °C. Le cumul annuel moyen de précipitations est de 732 mm, avec 11,8 jours de précipitations en janvier et 9,4 jours en juillet. Pour la période 1991-2020, la température moyenne annuelle observée sur la station météorologique la plus proche, située sur la commune de Valenciennes à 3 km à vol d'oiseau, est de 11,0 °C et le cumul annuel moyen de précipitations est de 694,1 mm,. Pour l'avenir, les paramètres climatiques de la commune estimés pour 2050 selon différents scénarios d'émission de gaz à effet de serre sont consultables sur un site dédié publié par Météo-France en novembre 2022.
| Mois                                  | jan.           | fév.           | mars           | avril         | mai           | juin         | jui.          | août          | sep.          | oct.          | nov.             | déc.           | année      |
| ------------------------------------- | -------------- | -------------- | -------------- | ------------- | ------------- | ------------ | ------------- | ------------- | ------------- | ------------- | ---------------- | -------------- | ---------- |
| Température minimale moyenne (°C)     | 1,3            | 1,4            | 3,3            | 5             | 8,4           | 11,4         | 13,5          | 13,2          | 10,7          | 8             | 4,4              | 2              | 6,9        |
| Température moyenne (°C)              | 3,9            | 4,5            | 7,4            | 10,1          | 13,6          | 16,6         | 18,7          | 18,6          | 15,5          | 11,7          | 7,3              | 4,5            | 11         |
| Température maximale moyenne (°C)     | 6,4            | 7,6            | 11,4           | 15,1          | 18,8          | 21,9         | 24            | 24            | 20,4          | 15,5          | 10,2             | 6,9            | 15,2       |
| Record de froid (°C) date du record   | −14,9 07.01.09 | −13,3 04.02.12 | −11,9 13.03.13 | −4,9 11.04.03 | −1,1 06.05.19 | 1,1 02.06.06 | 5 31.07.15    | 5,6 20.08.14  | −0,4 30.09.18 | −6,2 24.10.03 | −10,1 23.11.1998 | −11,6 18.12.10 | −14,9 2009 |
| Record de chaleur (°C) date du record | 15,3 09.01.15  | 19,2 26.02.19  | 23,9 31.03.21  | 28 20.04.18   | 31,2 29.05.17 | 35 28.06.11  | 40,9 25.07.19 | 37,2 12.08.03 | 34,8 15.09.20 | 28,6 01.10.11 | 21,8 12.11.1995  | 16,2 31.12.22  | 40,9 2019  |
| Précipitations (mm)                   | 54,3           | 47,3           | 50,8           | 41,8          | 57,9          | 63,1         | 66,4          | 67,6          | 52,1          | 60,1          | 63,9             | 68,8           | 694,1      |

### Voie de communication et transport
La Sentinelle est desservie par la station Bois des Montagnes du Tramway de Valenciennes.
Trois lignes de bus la relient également au centre-ville de Valenciennes, à Denain, Hérin, et aux communes environnantes grâce au réseau Transvilles/Semurval.
La Sentinelle est traversée de part en part par les autoroutes A2 et A23, qui la relient directement à Lille, Bruxelles et Paris. L'échangeur entre ces deux autoroutes est situé sur le territoire de la commune. Deux sorties la desservent, la sortie 20 sur l'A2, et la sortie Valenciennes Nord, sur l'A23.

## Urbanisme

### Typologie
Au 1er janvier 2024, La Sentinelle est catégorisée grand centre urbain, selon la nouvelle grille communale de densité à sept niveaux définie par l'Insee en 2022.
Elle appartient à l'unité urbaine de Valenciennes (partie française), une agglomération internationale regroupant 56  communes, dont elle est une commune de la banlieue,,. Par ailleurs la commune fait partie de l'aire d'attraction de Valenciennes (partie française), dont elle est une commune du pôle principal,. Cette aire, qui regroupe 102 communes, est catégorisée dans les aires de 200 000 à moins de 700 000 habitants,.

### Occupation des sols
L'occupation des sols de la commune, telle qu'elle ressort de la base de données européenne d'occupation biophysique des sols Corine Land Cover (CLC), est marquée par l'importance des territoires artificialisés (60 % en 2018), en augmentation par rapport à 1990 (35 %). La répartition détaillée en 2018 est la suivante : 
terres arables (38,4 %), zones urbanisées (35,7 %), zones industrielles ou commerciales et réseaux de communication (24,3 %), prairies (1,3 %), eaux continentales (0,3 %). L'évolution de l'occupation des sols de la commune et de ses infrastructures peut être observée sur les différentes représentations cartographiques du territoire : la carte de Cassini (XVIIIe siècle), la carte d'état-major (1820-1866) et les cartes ou photos aériennes de l'IGN pour la période actuelle (1950 à aujourd'hui).

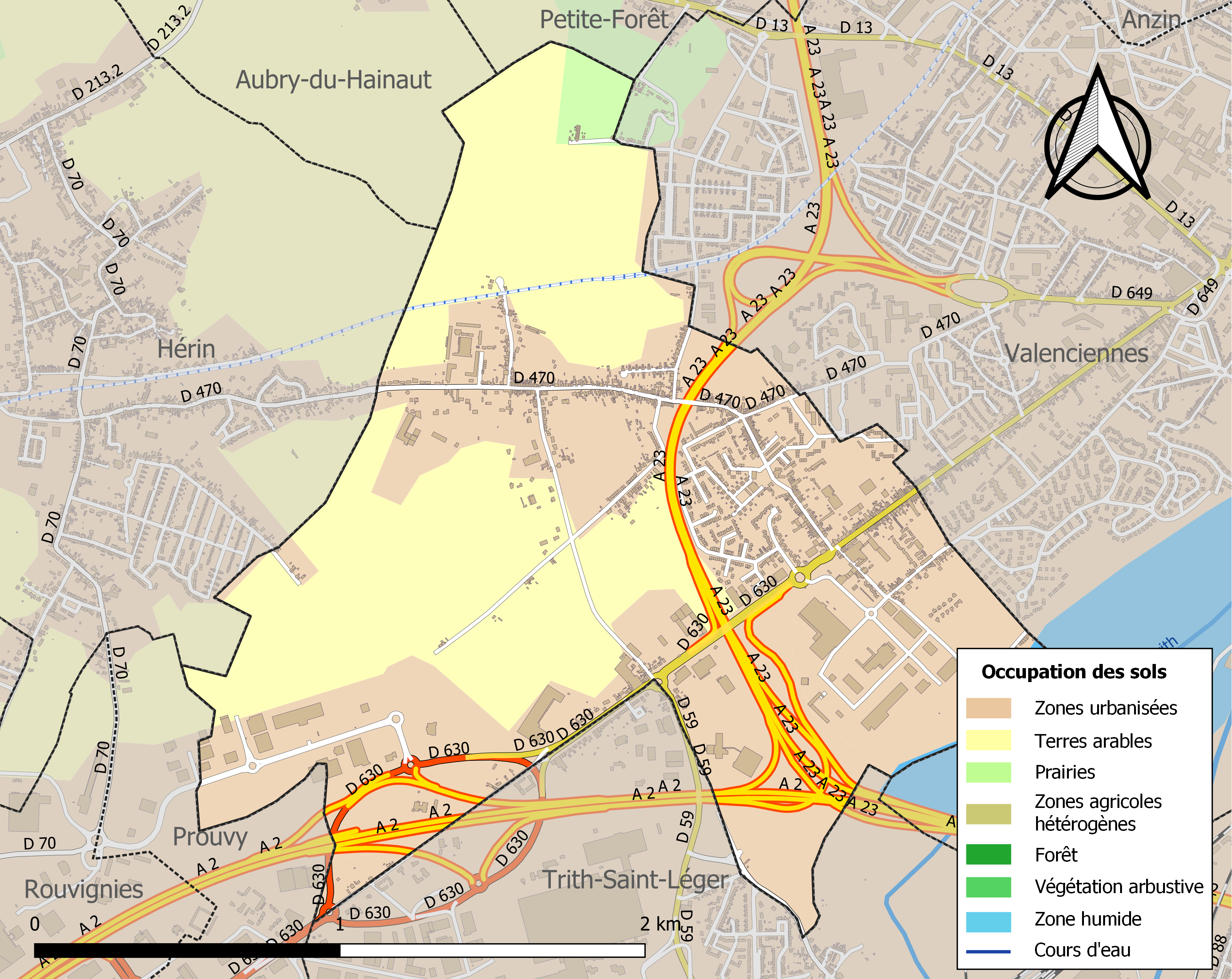
Carte des infrastructures et de l'occupation des sols de la commune en 2018 (CLC).

## Histoire
L'origine de sa dénomination provient du nom donné à un puits de mine jouant le rôle de sentinelle en cas de montée des eaux.
Commune née de la mine, La Sentinelle est un des plus remarquables témoins de l'histoire économique du Valenciennois. Jusqu'au début du XIXe siècle, son territoire, entièrement consacré à l'agriculture, appartient à Trith-Saint-Léger. Les cartes du temps n'y signalent qu'une auberge. La Compagnie des Mines d'Anzin cherche alors de nouveaux gisements de charbon vers l'ouest de sa concession. Le 8 avril 1818 est ouverte la fosse « Sentinelle ». Son nom lui vient de sa proximité de l'étang du Vignoble alimenté par des sources souterraines. En cas de montée des eaux et de risque d'inondation, les mineurs de La Sentinelle peuvent donner l'alerte aux autres puits voisins. Des corons sont construits dès 1826 et, bientôt, le nombre d'habitants du hameau minier dépasse largement celui du bourg de Trith-Saint-Léger. La création d'une nouvelle commune est alors décidée et le 22 juin 1875 le décret no 4601 officialise la division de la commune de Trith-Saint-Léger. La mairie y est construite peu après. La vie associative est très vivante dans cette population longtemps stabilisée autour de 3 000 habitants.
Le 9 novembre 1764, la Compagnie des Mines d'Anzin déplaçait ses travaux vers le sud, sur le territoire de la commune de Valenciennes en ouvrant le puits Long/Prés (Lomprez) d'un diamètre de 2,20 m. Elle fut instruite entre-temps des démarches d'une Société de recherche concurrente, connue sous le nom de Desmaisières, qui sollicita en février 1765, auprès de l'intendant du Hainaut, une permission d'exploiter du charbon sur les Seigneuries de Trith (La Sentinelle actuelle). La Compagnie d'Anzin, désireuse de supplanter cette dernière, se hâta d'extraire la houille au puits Long Près à la profondeur de 78 mètres, et d'ouvrir d'autres puits sur Trith (La Sentinelle) et deux autres sur St Waast (fosse Dutemple). C'est en 1770, au terme d'un long procès, qu'un arrangement fut enfin trouvé entre les deux sociétés rivales.

## Politique et administration
La commune a été créée en 1875, par détachement de Trith-Saint-Léger

### Rattachements administratifs et électoraux
La commune se trouve  dans l'arrondissement de Valenciennes du département du Nord. Pour l'élection des députés, elle fait partie depuis 1988 de la dix-neuvième circonscription du Nord.
Elle faisait partie depuis sa création en 1875 du canton de Valenciennes-Sud. Dans le cadre du redécoupage cantonal de 2014 en France, la commune a été rattachée au canton d'Aulnoy-lez-Valenciennes
La commune relève du tribunal d'instance, du tribunal de grande instance, du tribunal pour enfants, du conseil de prud'hommes et  du tribunal de commerce de Valenciennes de Valenciennes, et de la cour d'appel de Douai, de Valenciennes.
Dans l'ordre administratif, la commune fait partie du ressort du tribunal administratif de Lille et de la cour administrative d'appel de Douai.

### Intercommunalité
La commune fait partie de la communauté d'agglomération de la Porte du Hainaut (CAPH), créée fin 2001.

## Population et société

### Démographie

#### Évolution démographique
L'évolution du nombre d'habitants est connue à travers les recensements de la population effectués dans la commune depuis 1876. Pour les communes de moins de 10 000 habitants, une enquête de recensement portant sur toute la population est réalisée tous les cinq ans, les populations de référence des années intermédiaires étant quant à elles estimées par interpolation ou extrapolation. Pour la commune, le premier recensement exhaustif entrant dans le cadre du nouveau dispositif a été réalisé en 2004.

En 2022, la commune comptait 3 140 habitants, en évolution de −0,25 % par rapport à 2016 (Nord : +0,51 %, France hors Mayotte : +2,11 %).
| 1876  | 1881  | 1886  | 1891  | 1896  | 1901  | 1906  | 1911  | 1921  |
| ----- | ----- | ----- | ----- | ----- | ----- | ----- | ----- | ----- |
| 2 658 | 2 947 | 2 890 | 2 890 | 2 735 | 2 676 | 2 695 | 2 746 | 2 570 |

| 1926  | 1931  | 1936  | 1946  | 1954  | 1962  | 1968  | 1975  | 1982  |
| ----- | ----- | ----- | ----- | ----- | ----- | ----- | ----- | ----- |
| 2 641 | 2 785 | 2 817 | 2 816 | 3 203 | 3 586 | 3 288 | 3 680 | 3 729 |

| 1990  | 1999  | 2004  | 2006  | 2009  | 2014  | 2019  | 2022  | - |
| ----- | ----- | ----- | ----- | ----- | ----- | ----- | ----- | - |
| 3 588 | 3 360 | 3 253 | 3 232 | 3 332 | 3 226 | 3 117 | 3 140 | - |

#### Pyramide des âges
La population de la commune est relativement jeune.
En 2018, le taux de personnes d'un âge inférieur à 30 ans s'élève à 36,2 %, soit en dessous de la moyenne départementale (39,5 %). À l'inverse, le taux de personnes d'âge supérieur à 60 ans est de 24,8 % la même année, alors qu'il est de 22,5 % au niveau départemental.
En 2018, la commune comptait 1 537 hommes pour 1 589 femmes, soit un taux de 50,83 % de femmes, légèrement inférieur au taux départemental (51,77 %).
Les pyramides des âges de la commune et du département s'établissent comme suit.
| Hommes | Classe d’âge | Femmes |
| ------ | ------------ | ------ |
| 0,4    | 90 ou +      | 0,6    |
| 4,8    | 75-89 ans    | 7,6    |
| 18,0   | 60-74 ans    | 18,2   |
| 21,0   | 45-59 ans    | 20,9   |
| 19,4   | 30-44 ans    | 16,7   |
| 17,8   | 15-29 ans    | 16,5   |
| 18,6   | 0-14 ans     | 19,4   |

| Hommes | Classe d’âge | Femmes |
| ------ | ------------ | ------ |
| 0,5    | 90 ou +      | 1,4    |
| 5,3    | 75-89 ans    | 8,1    |
| 14,8   | 60-74 ans    | 16,2   |
| 19,1   | 45-59 ans    | 18,4   |
| 19,5   | 30-44 ans    | 18,7   |
| 20,7   | 15-29 ans    | 19,1   |
| 20,2   | 0-14 ans     | 18     |

### Enseignement
La Sentinelle fait partie de l'académie de Lille.

## Économie
Le taux de chômage au recensement de 2006 était de 15,5 %, contre 11 % pour la population en France métropolitaine.

## Culture et patrimoine

### Lieux et monuments
- L'église Sainte-Barbe : ancien édifice minier, entièrement maçonné, long de 35 m, haut de 20 m, transformé par la Compagnie des mines en église dès 1852. L'autorité diocésaine lui donne alors le nom de Sainte-Barbe, patronne des mineurs. Le 18 septembre 2004, les travaux de réhabilitation de cet édifice ont été inaugurés. Notre église entrera bientôt au patrimoine minier.[Quand ?] Entièrement rénovée en 2006.
- Les corons : le premier coron minier, dit « de l'Église » est construit dès 1826. Suivront ensuite les corons Carré et Demézières et enfin la cité Ernest.
- « Saint-Christophe » : à l'entrée de la commune se trouve le lieu-dit « St Christophe ». Son nom a pour origine un oratoire, ou bien l'enseigne d'une auberge construite au milieu du XVIIIe siècle au carrefour de la grand-route, créée à l'époque, et du vieux chemin reliant Trith à Wallers. Le patronage du St protecteur des voyageurs se justifie amplement par l'importance du trafic routier.
- Le puits Desmaizières, creusé en 1764 (le plus ancien sur le territoire de La Sentinelle), passa aux mains de la Compagnie d'Anzin. En contrepartie, celle-ci s'engagea à verser au Sieur Desmaizières, 300 livres par an tant qu'elle n'exploitait pas sur sa terre, 4800 livres dans le cadre de l'extraction du charbon. Le puits garda son nom ainsi que les Corons s'y rattachant.On remarquera l'orthographe du nom Desmaizières (Demézières actuel) et Long-Près (Lomprez actuel).
- Le puits Ernest :  Ouvert en 1826 sur le territoire de La Sentinelle (Hameau de Trith à cette époque), à 180 mètres au nord-est de Desmaizières et à 380 m au sud-ouest de la Réussite. Le puits Ernest, d'un diamètre de 3,80 m, traversa 50 m de morts terrains avant de rencontrer le terrain houiller à la profondeur de 80 m. Le fonçage constitua à lui seul, un record, puisqu'il avait duré moins de huit mois. L'aérage était en partie assuré par le puits Réussite et le puits Desmaizières. D'une profondeur de 387 m, le puits Ernest fut fermé en 1894, après une production totale de 617 000 tonnes. Le gisement plus profond fut repris par la fosse Réussite. C'est avec Ernest que s'achevèrent les dernières recherches dans le faisceau gras d'Anzin. L'intérêt principal de la compagnie allait en effet se déplacer vers la région de Denain, où la fosse Villars découvrit le charbon gras en 1826. Abandonnée par la police des « mines » avant 1909, une cité minière s'implanta sur l'ancien carreau de fosse (cité Ernest actuelle). Le puits fut relocalisé en 2001 par les charbonnages de France. L'origine du nom Ernest est inconnue dans les archives.

## Pour approfondir